# Pałki perkusyjne

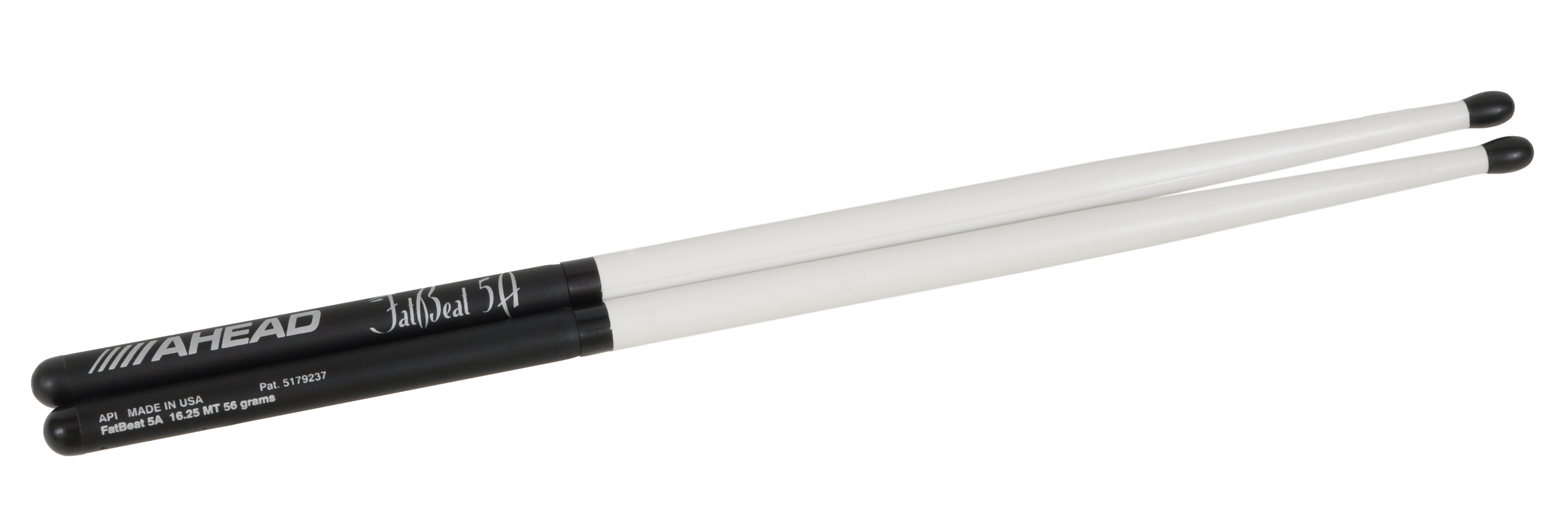
Pałki perkusyjne

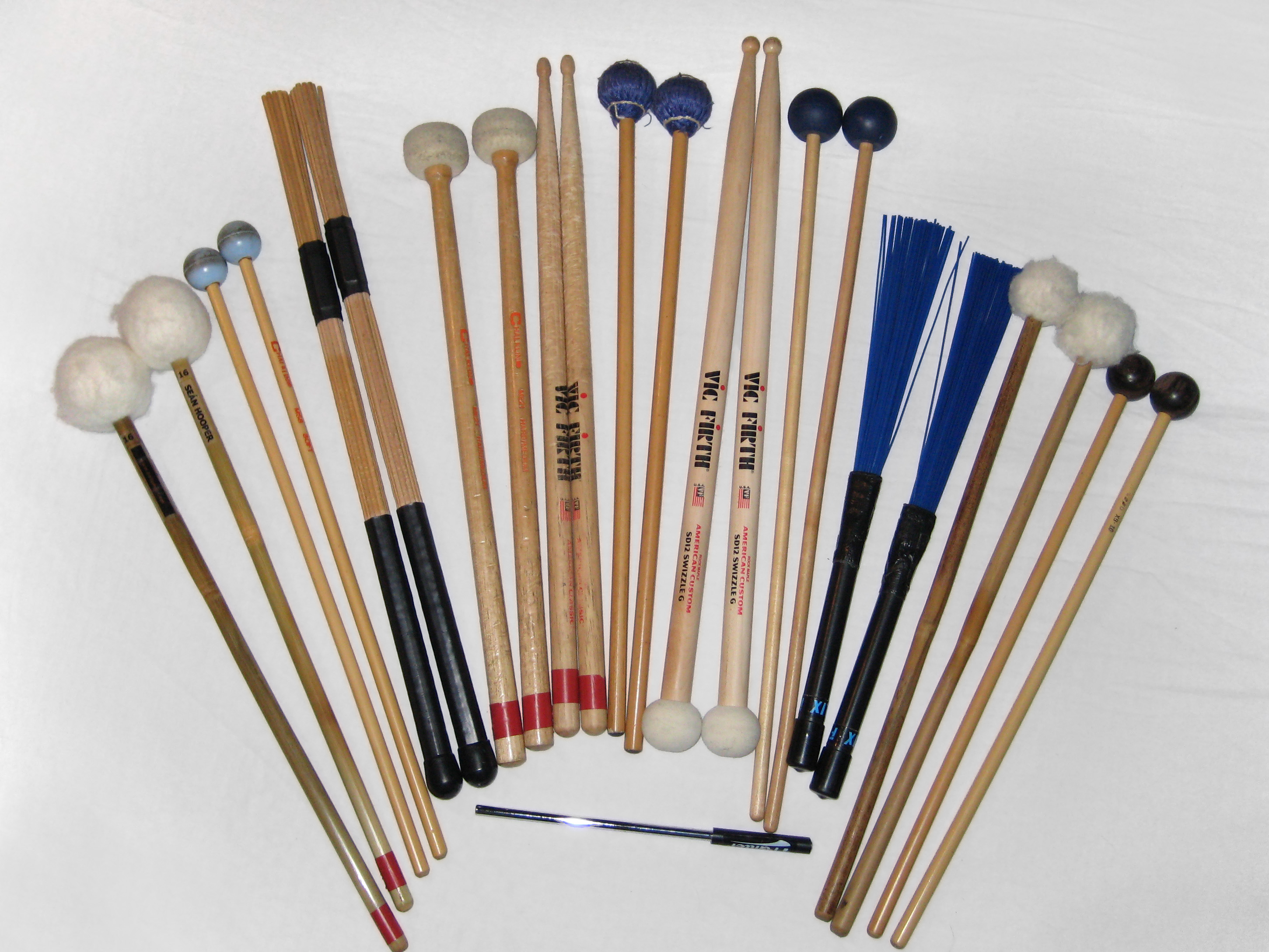
Wszystkie rodzaje pałek perkusyjnych (pierwsze od lewej pałki sztabkowe, trzecie od prawej miotełki)

Pałki perkusyjne – przedmioty służące do uderzania w instrumenty perkusyjne w celu wydobycia z nich brzmienia. Istnieją w nieprzeliczonej mnogości rodzajów, w zależności od rodzaju instrumentu, stylu muzyki, preferencji muzyków. Wyróżnia się osobne pałeczki do grania na perkusji, ksylofonie, wibrafonie, kotłach, marimbie, gongach, dzwonkach itd. W największych ilościach produkowane są pałeczki do grania na zestawach perkusyjnych.
Pałeczka do grania na zestawie perkusyjnym ma wyodrębnione:
- taper, w którym wyróżnia się: główkę, szyjkę i ramię.
- trzon
- tył.

Pałeczki do innych membranofonów zwykle mają cienki trzon z brzozy, lub tworzywa sztucznego i specjalną główkę, odpowiednią dla danego instrumentu. Do pałek zalicza się także tzw. „miotełki”, które są zbudowane z kilkunastu metalowych lub plastikowych witek połączonych oprawką, którya jest jednocześnie trzonem miotełki. Niektóre miotełki umożliwiają regulację długości i gęstości witek poprzez ich wysuwanie/chowanie wewnątrz oprawki.

## Rodzaje pałeczek perkusyjnych

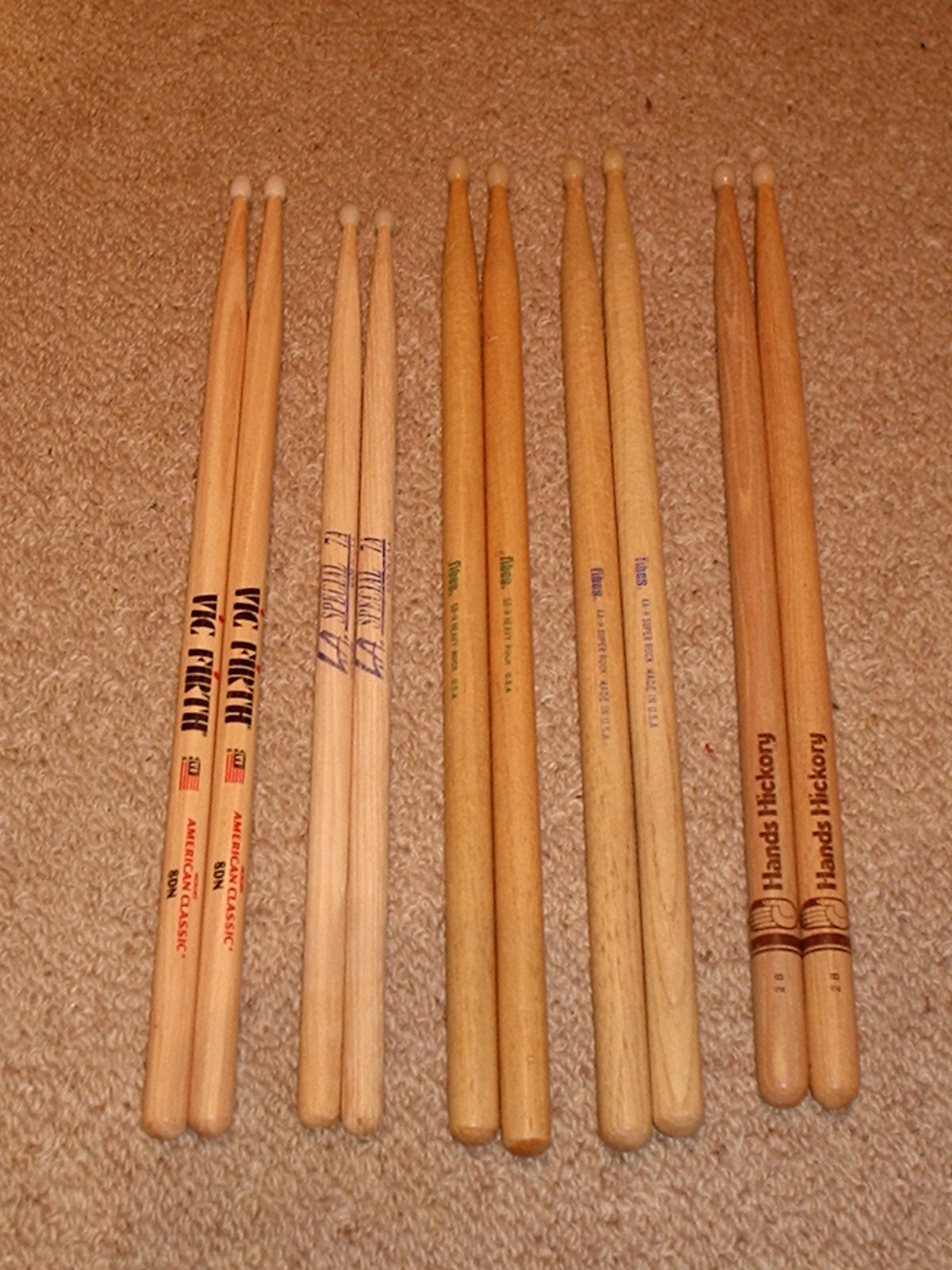
Drewniane pałeczki perkusyjne.

### Materiał
Pałeczki do perkusji rozróżnia się ze względu na materiał:
- drewno: hikora, dąb, klon, grab, drewno egzotyczne tzw. hornwood
- materiały syntetyczne
- włókno szklane
- włókno węglowe
- stal
- tytan

### Kształt i rozmiar
Producenci stosują własne oznaczenia tradycyjnie zapisywane cyframi i literami, gdzie cyfry oznaczają długość i grubość pałeczki, a litery kształt główki. Im mniejsza liczba, tym cieńsza pałeczka (7A jest cieńsza od 5A, a 2B jest grubsza). W Europie stosuje się też oznaczenia w milimetrach np. 140C. Jednym z najbardziej popularnych i uniwersalnych modeli jest 5A, obecny u wszystkich producentów i mimo różnic bardzo podobny.

### Kształt i materiał główki

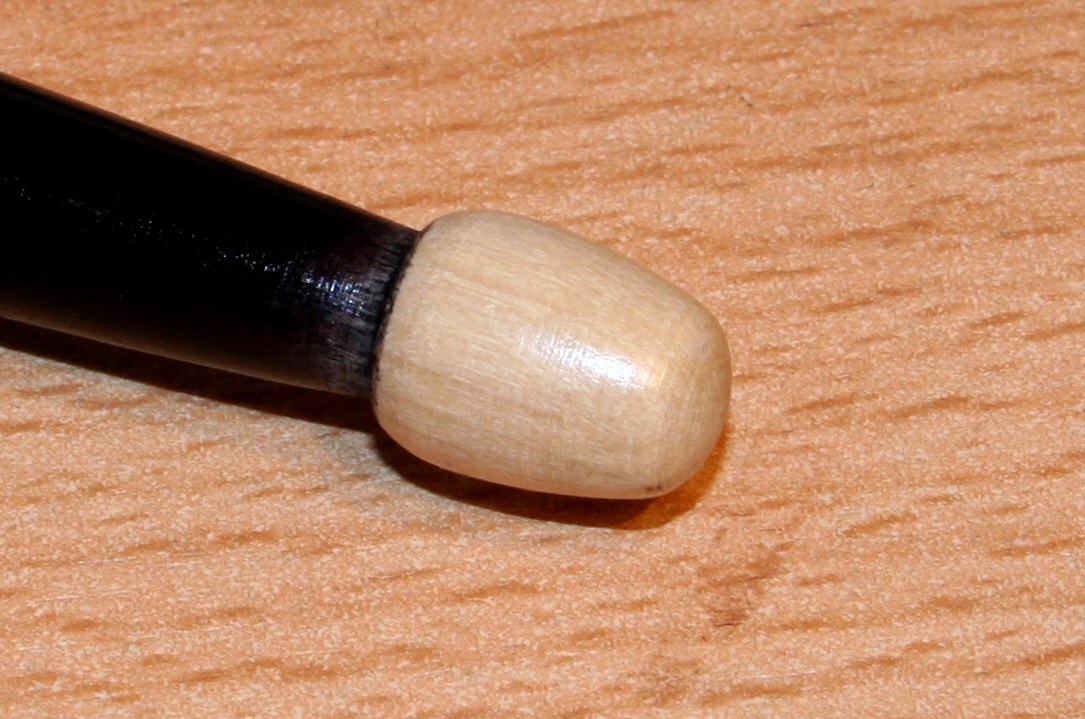
Główka pałeczki – kroplowa.

Kształt główki wpływa na kontakt z membraną bębna, czy talerzem. Duża główka daje dużą powierzchnię styku – ciemny, mocniejszy dźwięk, mała daje małą powierzchnię styku – jasny, lżejszy dźwięk.
Podstawowe kształty to: owalna, kulista, żołędziowa, beczkowata, kroplowa.
Główka może być jednorodna z materiałem pałeczki, lub zrobiona z nylonu, filcu, lub gumy(pałki ćwiczebne).

### Pokrycie
Pałeczki mogą być pokryte różnymi wykończeniami. Lakierem, tworzywem sztucznym, farbą kryjącą, pokryte okleiną, bez pokrycia(tzw. surowe), lub np. opalane.
Wszystko razem daje w zasadzie nieograniczoną ilość pałeczek o różnorodnych właściwościach akustycznych.Znani perkusiści jak np. Buddy Rich, Chad Smith, Mike Portnoy, Joey Jordison, czy Lars Ulrich mają wykonane specjalnie dla siebie pałki sygnowane o wybranych przez danego perkusistę parametrach i właściwościach.

## Chwyt pałeczek perkusyjnych
Pałeczki są chwytane w ok. 1/3 długości, pomiędzy kciukiem, a pierwszym, lub drugim zgięciem palca wskazującego.

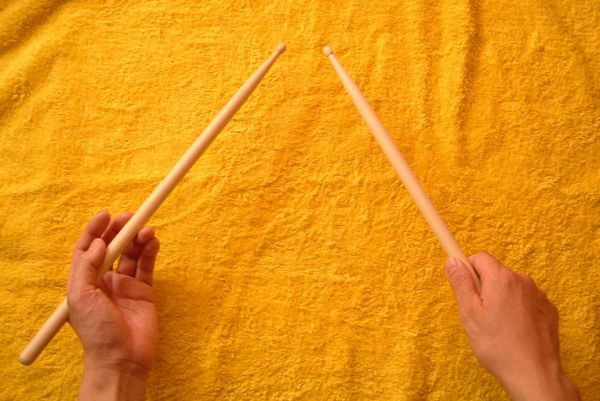
Chwyt asymetryczny

Chwyt pałek to jedna z najważniejszych umiejętności, jaką musi opanować każdy perkusista.
Wyróżnia się dwarodzaje chwytów:
- tradycyjny (ang. Traditional Grip) styl asymetryczny, wywodzący się bezpośrednio od wojskowych werbli, których ułożenie wymuszało asymetryczny chwyt
- oraz nowoczesny (ang. Matched Grip) styl symetryczny.

W stylu symetrycznym wyróżnia się trzy pozycje dłoni:

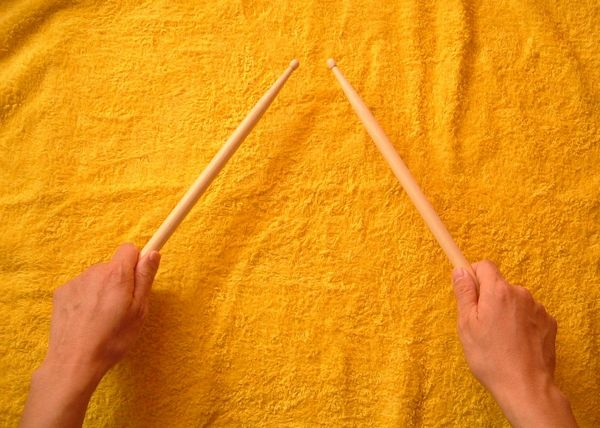
Chwyt symetryczny.

- pozycja niemiecka (ang. German Grip), dłonie ułożone wierzchem do góry, często używana w rocku,
- pozycja francuska (ang. French Grip), dłonie ułożone kciukami do góry, chętnie używana w swingu, czy jazzie,
- i najpopularniejsza pozycja amerykańska (ang. American Grip), pośrednia do dwóch powyższych, dłonie są ułożone pod kątem.

W praktyce perkusiści, np. Dennis Chambers, czy Tony Williams, posługują się podczas gry takimi stylami jakich akurat potrzebują.

## Problemy
Niewłaściwy chwyt pałeczek często prowadzi do problemów. Pojawiają się kłopoty z uzyskaniem odpowiedniego dźwięku, ergonomią ruchów i kontuzje. Zbyt mocny uchwyt, łokcie zbyt blisko ciała, niewłaściwa pozycja dłoni są często spotykane. Nie poprawione mogą prowadzić nawet do ciężkich do wyleczenia zwyrodnień. Dlatego istotne jest dopasowanie chwytu do warunków fizycznych i stylu gry, co najłatwiej można uzyskać w specjalistycznej szkolemuzycznej.

## Największe firmy produkujące pałki perkusyjne
Najbardziej znaną firmą jest Vic Firth zajmujący ok. 75–80% rynku. Poza nią jest wiele innych, np. Zildjian, Pro Mark, Vater, Tama, Ahead. W Polsce najbardziej znane firmy, które produkują pałki to Osca, Mat Max, Gładek, Wood Rebel oraz Perfect Shot.
Produkcja markowych pałeczek jest kosztowna, m.in. pałeczki segreguje się wg doskonałości materiału, wagi, wyważenia, współosiowości, ale także na koloru drewna, czy idealnego współbrzmienia obu pałeczek.